# Bevægelsen For Socialisme (Paraguay)
Bevægelsen For Socialisme er et politisk parti i Paraguay, som kæmper for socialisme.  Det er medlem af Patriotisk Alliance For Forandring.  Partiet er søsterparti til Bevægelsen for socialisme i Bolivia.
| Politisk parti | Spire Denne artikel om et politisk parti eller gruppe er en spire som bør udbygges. Du er velkommen til at hjælpe Wikipedia ved at udvide den. |